# Флиер, Яков Владимирович
Я́ков Влади́мирович Флие́р (8 [21] октября 1912, Орехово-Зуево — 18 декабря 1977, Москва) — советский пианист, педагог. Народный артист СССР (1966).

## Биография

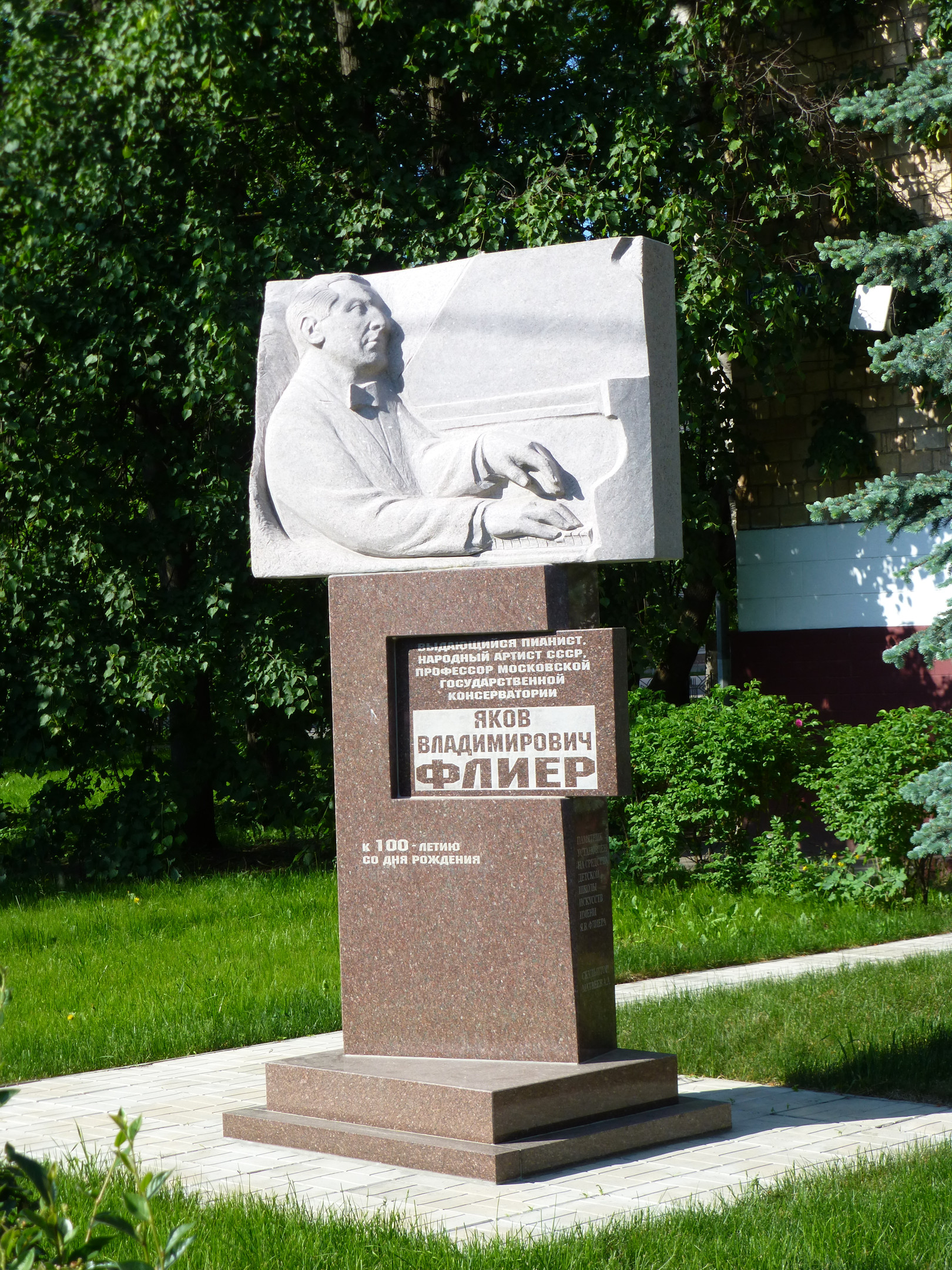
Памятник Якову Флиеру (Орехово-Зуево)

Яков Флиер родился в подмосковном городе Орехово-Зуево в многодетной еврейской семье часовщика Владимира Михайловича Флиера (1867—1937) и Елизаветы Лазаревны Флиер (1871—1942).
До 1923 года занимался фортепианной игрой у С. Н. Корсакова. С 1923 года жил в Москве.
В 1934 году окончил Московскую консерваторию по классу фортепиано и аспирантуру при ней (1937) под руководством К. Н. Игумнова.
С 1935 года вёл активную концертную деятельность, выступал во многих городах страны как солист Московской филармонии.
В 1936 году победил на международном конкурсе в Вене, опередив занявшего второе место Э. Г. Гилельса. В 1938 году на международном конкурсе пианистов им. Э. Изаи в Брюсселе занял третье место, уступив Э. Г. Гилельсу.
В 1949 году в связи с болезнью рук прекратил сольную концертную деятельность, ограничившись игрой в камерных ансамблях, но в 1959 возобновил выступления.
В 1960—1970 годах гастролировал за рубежом: в Бельгии, Чехословакии, Венгрии, Японии, Англии, Франции, ГДР, Югославии, Румынии, Болгарии, Турции, США, Италии, Польше, Греции, Исландии, ФРГ, Голландии.
С 1937 года преподавал в Московской консерватории, с 1945 — профессор, с 1965 — заведующий кафедрой фортепиано.

Могила на Кунцевском кладбище

Умер 18 декабря 1977 года в Москве. Похоронен на Кунцевском кладбище.

### Семья
- Сын — Андрей Флиер (1950—2025), культуролог.

## Творчество
Считался одним из лучших советских пианистов, однако бо́льшую часть времени уделял преподаванию и вплоть до 1962 года не выступал за границей, из-за чего почти всё время оставался в тени Святослава Рихтера и Эмиля Гилельса.
По свидетельствам современников, был виртуозным пианистом с благородным романтическим звучанием. Основу его репертуара составляли сочинения композиторов-романтиков — Р. Шумана, ф. Шопена, Ф. Листа, С. В. Рахманинова, однако он также исполнял сочинения некоторых современных авторов, например, Д. Б. Кабалевского. Среди немногочисленных записей пианиста — Концерт для фортепиано с оркестром А. И. Хачатуряна под управлением автора. Также известны его аудиозаписи произведений Ф.Шопена, С. В. Рахманинова (в частности Концерт для фортепиано с оркестром № 3, впервые сыгранный им на дипломном концерте — это исполнение произвело тогда фурор), И. Брамса, Ф. Листа, Н. К. Метнера, И. Альбениса, Л. ван Бетховена, И-С. Баха и других.
Имел огромное значение как педагог. При работе с учениками уделял большое внимание качеству звука и развитию собственного взгляда ученика на то или иное произведение. В его классе обучались в разные годы Лев Власенко, Белла Давидович, Евгений Ржанов, Ирина Зарицкая, Виктория Постникова, Михаил Плетнёв, Сергей Мусаелян, Владимир Фельцман, Родион Щедрин, Марк Зельцер, Нина Коган, Недда Аязян, Шошана Рудякова и другие известные пианисты.

## Звания и награды
- 1-я премия на 2-м Всесоюзном конкурсе музыкантов-исполнителей в Ленинграде (1935)
- 1-я премия на Международном конкурсе пианистов в Вене (1936)
- 3-я премия на Международном конкурсе пианистов им. Э. Изаи в Брюсселе (1938)
- Заслуженный деятель искусств РСФСР (1947)[4]
- Народный артист РСФСР (1962)
- Народный артист СССР (1966)
- Орден Трудового Красного Знамени (1946)
- Два ордена «Знак Почёта» (03.06.1937 — за исключительные успехи в области музыкального искусства, 1949[5])
- 1 орден
- Медаль «За доблестный труд в Великой Отечественной войне 1941—1945 гг.»
- Медали.

## Фильмография
- 1940 — Земля молодости (короткометражный)
- 1941 — Киноконцерт 1941 года — в фортепианном дуэте с Эмилем Гилельсом исполняют «Наварру» И. Альбениса
- 2007 — «Яков Флиер. Рыцарь романтизма» — документальный фильм, 2007 г., 52 мин., режиссёр Никита Тихонов

## Память
Именем пианиста названы:
- улица и детская школа искусств в Орехово-Зуево, рядом с которой в 2012 году установлен памятник
- детская музыкальная школа в Москве на улице Маршала Новикова.